# 情報機器

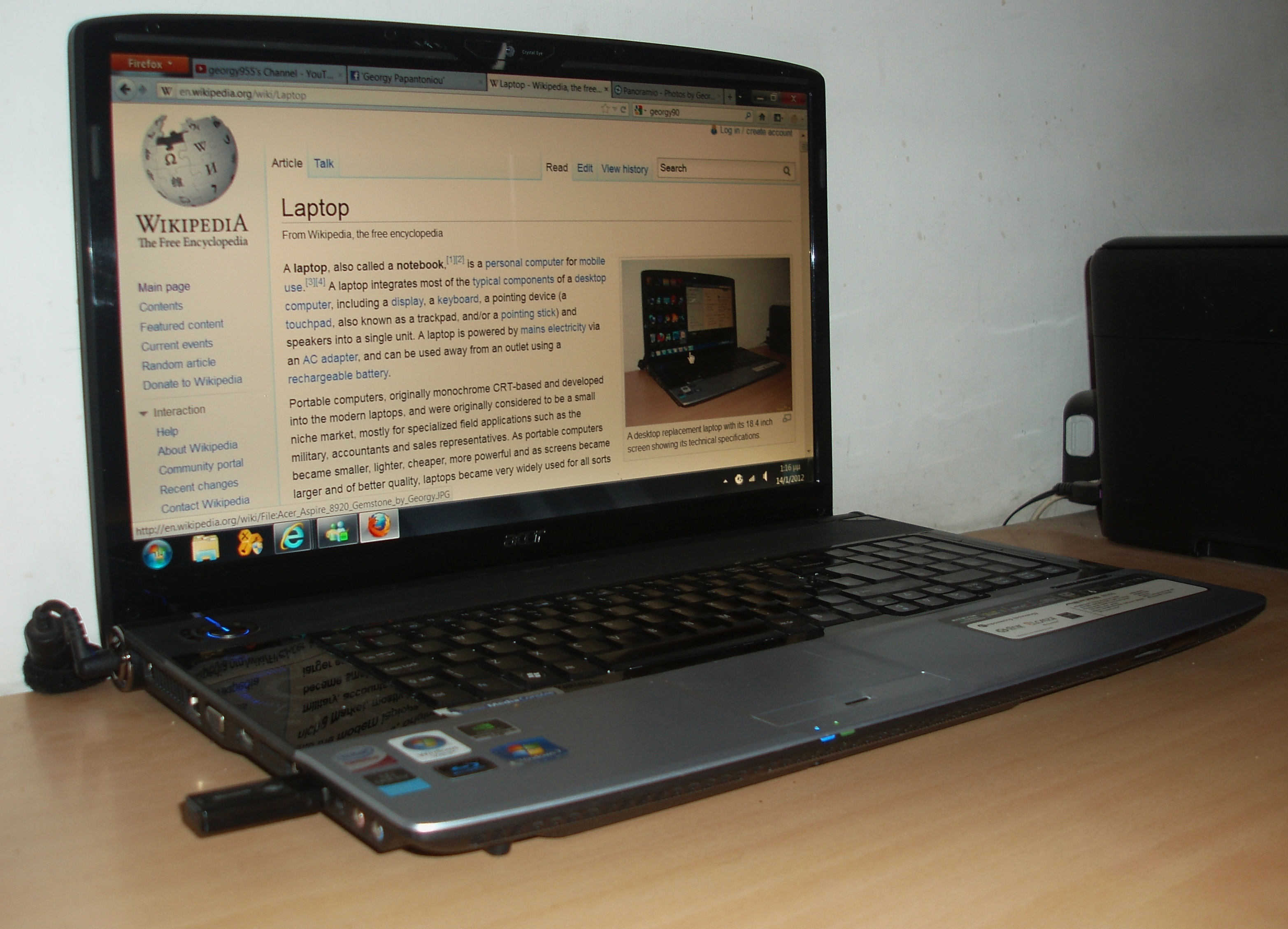
ノートパソコンの一例 Acer R51（2004年・15型・B4サイズ）

情報機器（じょうほうきき）とは、情報にアクセスするための機器・機械（情報用ハードウェアなど）のことを指す。

## 概要
広義では、情報に触れることができる機器はすべて情報機器であり、狭義では、通信の機能を持っている機器を指す。通信の機能を持っているものは、特に情報端末（じょうほうたんまつ）ということもある。情報機器のうち、家庭で用いられるものを情報家電（じょうほうかでん・後述）、企業などで用いられるものをOA機器（オーエイきき）ということもある。OAとは「Office Automation」の略である。法人向けの情報機器は販社により、リース物件として流通するケースが多い。
情報機器は、情報やデータを扱うため、それを記録しておく情報メディアと密接なかかわりを持つ。
単に情報機器というと、現代ではコンピュータ、特にパーソナルコンピュータ (PC) や携帯電話と携帯情報端末 (PDA) を指していうことが多い。このほかにも、固定電話やファクシミリなども含まれる。また、通信の機能は持たないが、複写機（コピー機）やCDプレーヤーなども広義の情報機器に含めることもできる。

### 家庭用
一般の家庭にも、これら機器は普及を見せている。これらは家庭用電気機械器具（家電）の一種として、情報家電ないしデジタル家電（→デジタル家庭電化製品）とも呼ばれ、家庭用には機能を限定するなどしてやや安価な廉価版が主に普及する傾向が見られる。
また近年では娯楽に供するための家電とする娯楽家電の中にも、情報処理技術を応用した物も見られ、それらを含めて娯楽家電ないし情報娯楽家電やデジタル娯楽家電と呼ばれている。

## 情報機器の一覧
- エニグマ (暗号機)
- 印鑑
- スマートグラス
- スマートウォッチ
- サイクルコンピュータ
- タイムレコーダー
- GPS端末
- カーナビゲーション
- POS端末
- マルチメディアステーション
- 現金自動預け払い機（ATM）
- ストックティッカー
- テレックス（テレタイプ端末）
- ポケットベル

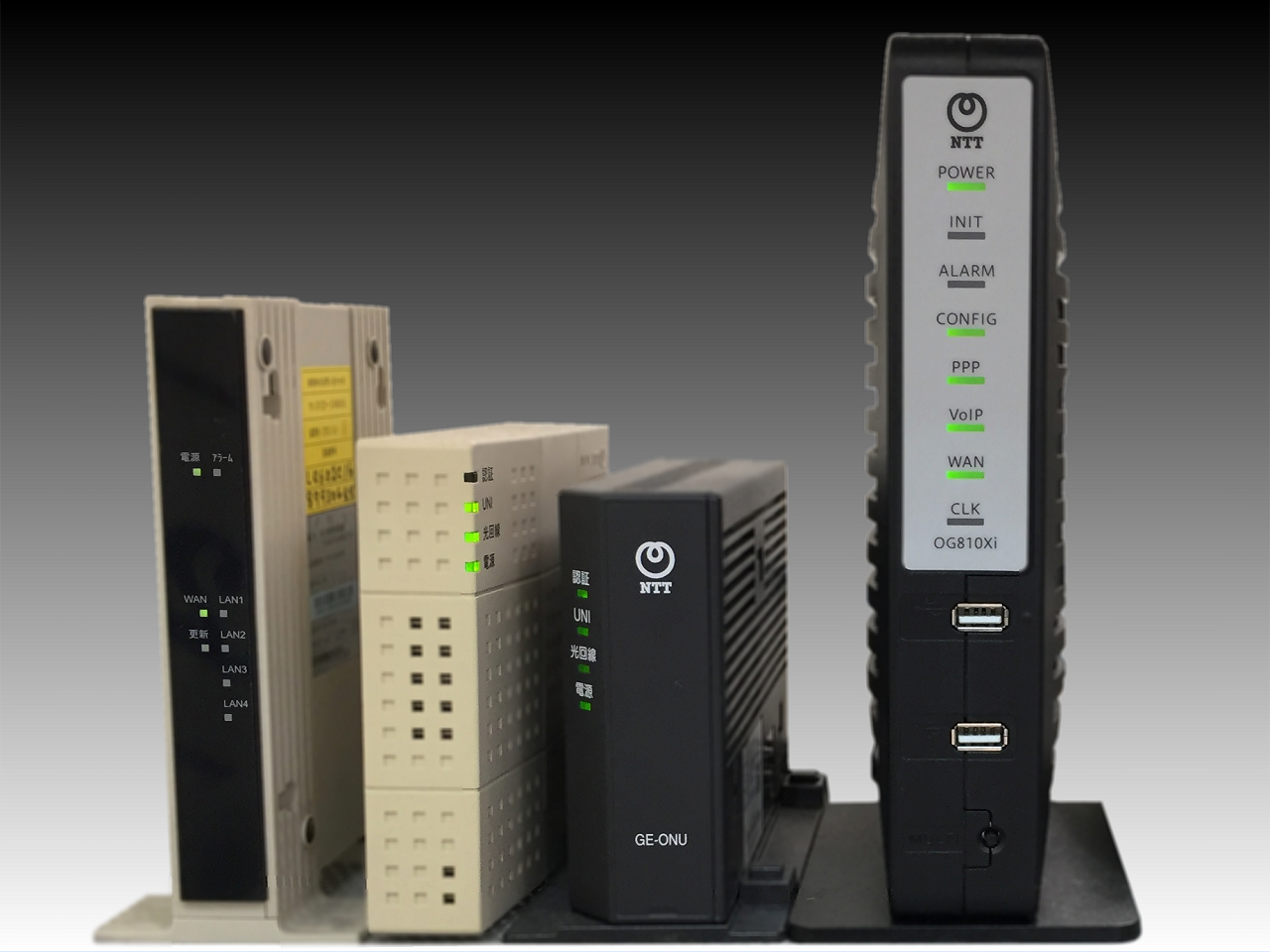
フレッツ光の主な通信機器（左からCTU、ONU、GE-ONU、OG810Xi）

Androidスマートフォン

- コンピュータ（スーパーコンピューター、サーバー、パソコン、ゲーム機、携帯情報端末など）
- 腕木信号機
- 信号旗
- 伝声管
- 気送管
- 自走式台車
- 電信機
- 電話機（固定電話・携帯電話・テレカンファレンス端末）
- FMトランスミッター
- トランシーバー、業務無線端末（警察無線、消防無線、防災無線、鉄道無線、船舶無線、航空無線、タクシー無線、MCA無線など）
- ファクシミリ
- ルーター　（ネットワーク間の接続）
- データ回線終端装置 （ネットワークとデータ端末装置の接続）
  - 音響カプラ
  - 変調復調装置 （モデム）
  - 光回線終端装置（ONU）
  - ターミナルアダプタ（TA）
- ラジオ受信機（チューナー）
- テレビ受像機
- RFIDダク、RFID端末
- バーコードリーダー、二次元コードリーダー
- イメージスキャナ
- カメラ（写真機）
- ビデオカメラ
- マイクロフィルムリーダー
- 電子式卓上計算機 （電卓）
- 翻訳機
- 電子辞書
- プリンター
- 複写機 （コピー機）
- ディスプレイ
- 点字ディスプレイ
- タイプライター
- テキストエディタ
- DTP
- 読書機
- 読書器
- 電子書籍リーダー
- ワードプロセッサ
- 作表機
- 加算機
- 加算器
- 乗算機
- 乗算器
- ナンバークランチャー
- ワープロ専用機
- レコードプレーヤー、蓄音機
- 紙テープリーダー
- パンチカードリーダー
- 磁気カードリーダー
- テープレコーダー、デジタルオーディオプレーヤー
- ビデオテープレコーダ (VTR)
- ICカード端末
- メモリーカードリーダライタ
- CDプレーヤー
- MDプレーヤー
- DVDプレーヤー
- Blu-ray Disc プレーヤー